# Lactobacillus parakefiri
Lactobacillus parakefiri è una specie di batterio appartenente alla famiglia delle Lactobacillaceae.